# 四木三草
四木三草（しぼくさんそう）は、江戸時代に商品作物として重要視された、四木（しぼく、しもく）と三草（さんそう、みくさ）の総称である。似たものに三草二木、三木一草がある。

## 四木
四木は以下の4つを指す。
- 茶
- 桑
- 漆
- 楮

## 三草
三草は以下の3つを指す。
- 麻
- 藍
- 紅花か、木棉